# Licyniusz II
Licyniusz II (Młodszy), Licynian, Flavius Valerius Licinianus Licinius (ur. ok. 314, zm. ok. 326) – syn Licyniusza I i Konstancji, przyrodniej siostry Konstantyna Wielkiego.
Był cezarem (z tytulaturą nobilissimus iunius caesar) swego ojca od grudnia 314 roku, a za aprobatą Konstantyna – od 1 marca 317 do 324 roku. Dwukrotnie wyznaczany na urząd konsula w latach 319 i 321. Po przegranej bitwie pod Chrysopolis udał się wraz ojcem na wygnanie. Miał go przeżyć o dwa lata, ostatecznie zamordowany z polecenia Konstantyna, być może dla uniknięcia uzurpacyjnych zakłóceń w sukcesji.